# Râle de Nouvelle-Bretagne
Hypotaenidia insignis
Espèce
Statut de conservation UICN

 NT  : Quasi menacé
Le Râle de Nouvelle-Bretagne (Hypotaenidia insignis) est une espèce d'oiseaux de la famille des Rallidae.

## Répartition
Cet oiseau est endémique de Nouvelle-Bretagne.